# 宮城県立視覚支援学校
宮城県立視覚支援学校（みやぎけんりつ しかくしえんがっこう）は、宮城県仙台市青葉区にある県立特別支援学校。旧称「宮城県立盲学校」。視覚障害を教育対象としている。　　　

## 概要
1903年5月に、折居松太郎がキリスト教会内に開設した盲人日曜学校と、1906年4月に、菅原通が自宅に開設した私立唖人学堂が前身となっている。
折居松太郎が市内東六番に開設した学校は、私立東北盲人学校となり東二番町、二十人町、小田原金剛院町、新町と移転を繰り返した。一方、菅原通の開設した唖人学堂は、北四番丁の自宅敷地内に隣接していた（現在の松尾神社向かい側）。
そして、1914年4月、外記町（現在の青葉区本町3）に宮城県立盲亜学校が開設され、これと折居松太郎の盲人日曜学校、菅原通の私立唖人学堂が合併する形で、学校経営がなされた。
令和4年度より幼稚部が開設されている。

## 創設者
- 折居松太郎
- 菅原通

## 教育目標
視覚等の障害を克服して調和のとれた人格の形成につとめ，社会の一員として自主的・積極的に生きる人間を育成する。

## 経営方針
明るく・楽しく・仲よく
- (1) 学校のすべての教育活動は法規にのっとり，社会の要請と児童・生徒の実態を重視して運営する。
- (2) 職員はそれぞれの立場で教育目標を指向し，全体との調和を図りながら慎重に計画し実践する。
- (3) 職員と児童・生徒の自主的・創造的活動を尊重する。
- (4) 学校の運営の基礎を職員と児童・生徒相互の敬愛に基づく和におく。

## 重点目標
- (1) 児童・生徒の実態理解をさらに深め・基礎学力の充実を図る。

（個々の能力の伸長を目指す）
- (2) 重複児童・生徒の実態を踏まえた効果的指導のあり方を研究実践する。
- (3) 地域や他校との交流を推進する。
- (4) 適切な進路指導を推進する。
- (5) あはき法国家試験に対応した指導体制を確立し，理療師としての道を拓く。
- (6) 全国盲学校ネットワークの実施に伴い，情報機器の有効な活用を促進する。
- (7) 教育相談の充実を図り、地域の視覚障害児教育センター的役割をめざす。

## ヘレン・ケラー
宮城県立盲学校には、1937年と1948年の二度にわたってヘレン・ケラーが訪れている。
その関係から、もともとは同一の学校であり、後に分離した宮城県立聾学校（宮城県立ろう学校を経て、現在の宮城県立聴覚支援学校）の校庭には、ヘレン・ケラーの来校を記念してその銅像が存在している。

## 所在地
- 宮城県仙台市青葉区上杉六丁目5番1号